# Blue Wing Blitz
Blue Wing Blitz (яп. ブルーウィングブリッツ) — японская тактическая ролевая игра для портативного устройства WonderSwan Color, разработанная и выпущенная в 2001 году компанией Square. Выходила исключительно на территории Японии и только на японском языке. В отличие от большинства стратегических игр, посвящена не наземным, а воздушным сражениям, под контролем игрока находятся всевозможные летательные средства, которые можно настраивать и улучшать по своему усмотрению. События игры разворачиваются в безымянном вымышленном мире и описывают судьбу небольшой республики Эск, преданной милитаристской империей Ордия — по сюжету группа персонажей получает задание любой ценой предотвратить иноземное вторжение. Игра совместима с ранней чёрно-белой консолью WonderSwan.

## Игровой процесс
Blue Wing Blitz представляет собой классическую тактическую ролевую игру с традиционной пошаговой системой управления временем, однако существенной отличительной чертой является то обстоятельство, что все представленные юниты — боевые воздушные суда. Участники сражения перемещаются по разделённой не клетки карте, а при столкновении двух юнитов открывается экран, показывающий их ближний бой; игрок выбирает команды из меню интерфейса: атаковать, сменить высоту полёта или выполнить какой-либо манёвр с целью уклонения от вражеских выстрелов.
Каждый самолёт подразделён на несколько составных частей, они повреждаются отдельно друг от друга, и характер повреждений оказывает существенное влияние на параметры летательного средства, а также на возможность выполнения отдельных движений. На карте иногда присутствуют и наземные юниты, для их уничтожения должны применяться специальные самолёты — бомбардировщики. Количество топлива и амуниции у всех юнитов ограничено, поэтому по мере ведения боя время от времени следует пополнять израсходованные запасы. Всё прохождение разделено на несколько отдельных миссий, после выполнения каждой игрок получает возможность модернизировать свои самолёты, установить на них разработанное на заводе новое вооружение и оборудование.

## Сюжет
Вымышленный мир Blue Wing Blitz состоит из множества парящих в небе островов, поэтому воздушный транспорт получил здесь особое распространение. Большинство островов находятся во владении захватнической империи Ордия, на вооружении у которой состоит огромный по численности военный флот. Одно из независимых государств, небольшая республика Эск, богатая аграрная нация, снабжающая провизией все остальные страны, решает бросить тоталитарной империи вызов и остановить их захватническое вторжение.

Семеро основных персонажей

Игрок управляет членами повстанческих сил республики, у каждого из которых есть своё уникальное летательное средство. Главным протагонистом выступает молодой пилот по имени Кейд из деревни Тадага, добровольно присоединившийся к сопротивлению после того, как его деревню посетила женщина-пилот Пэйер, предупредившая о надвигающейся угрозе. Третьим основным персонажем является Хэвилан, ветеран пилотирования, специализирующийся на тяжёлом вооружении. Среди остальных игровых персонажей — опытный стратег Блор, верноподданный королевских воздушных сил государства Макаи, и Раэтта, его младшая сестра, управляющая бомбардировщиком. Также к отряду присоединятся Ростер, пилот Ордии, тайно возглавляющий внутреннее сопротивление; принц Пеаг и его персональная телохранительница Серш.

## Разработка
Официальный анонс игры состоялся 8 марта 2001 года, она позиционировалась как второй эксклюзивный проект Square для бандаевской портативной системы WonderSwan Color, после вышедшей чуть ранее Wild Card. Первый трейлер Blue Wing Blitz был добавлен на бонусный DVD, продававшийся в комплекте с японской версией Final Fantasy X. Костяк команды разработчиков составили люди, игравшие ключевую роль при создании серии Front Mission, тогда как дизайн персонажей выполнил специально приглашённый художник Нобуюки Икэда. Музыку для саундтрека, так никогда и не изданную в виде отдельного альбома, сочинила пианистка Куми Таниока, и этот проект стал её первой сольной работой на композиторском поприще. Одновременно с выходом игры компанией DigiCube было выпущено 95-страничное руководство по прохождению под названием Blue Wing Blitz Freedom Fighter’s Guide, включающее информацию о персонажах, игровой вселенной, боевой системе и прочий контент.

## Отзывы и критика
В год релиза продажи Blue Wing Blitz составили всего лишь около 20 тысяч копий. В превью на сайте GIA похвалили графику, отметив, что дизайны Нобуюки Икэды придают происходящему необычайный стиль и шарм, сражения и сюжетные вставки выглядят интересно, несмотря на технические ограничения консоли. Сайт RPGamer положительно отозвался об идее сфокусироваться на воздушных судах, благодаря которой традиционная тактическая концепция приобрела свежий облик. Джереми Пэриш на сайте 1UP.com назвал Blue Wing Blitz одной из главных игр для платформы WonderSwan Color.